# Crinum zeylanicum
La azucena de Ceilán (Crinum zeylanicum) es una planta herbácea perteneciente a la familia de las amarilidáceas.

## Taxonomía
Crinum zeylanicum fue descrito por Linneo y publicado en Systema Naturae, ed. 12 2: 236, en el año 1767.
Etimología
Crinum: nombre genérico que deriva del griego: krinon = "un lirio".
zeylanicum: epíteto de la isla de Ceilán.
Sinonimia
- Amaryllis zeylanica L.
- Crinum latifolium var. zeylanicum (L.) Hook.f.
- Taenais zeylanica (L.) Salisb.[4]